# Mike Adriano
Mike Adriano (ur. 30 czerwca 1980 w Marbelli) – hiszpański aktor i reżyser filmów pornograficznych w stylu gonzo.

## Życiorys

### Wczesne lata
Urodził się w Marbelli w rodzinie pochodzenia francuskiego i żydowskiego. Dorastał w Paryżu, gdzie jako 12–latek zaprzyjaźnił się z Gregiem Lansky. Pracował w nieruchomościach.

### Kariera
W październiku 2005 na targach Venus Berlin w Messe Berlin, za pośrednictwem Steve’a Holmesa, wraz z Gregiem Lansky poznał prezesa New Sensations – Scotta Taylora. Debiutował przed kamerą w produkcji Digital Sin Pamiętniki dziwek (Slut Diaries, 2005) z Lisą Ann, Leah Luv, Kinzie Kenner, Holly Wellin i Courtney Simpson. W 2006 po raz pierwszy wspólnie z Gregiem Lansky zrealizował cykle filmów w stylu gonzo dla New Sensations, a pierwszą realizacją w ramach kontraktu był film Fresh Out of High School. W kwietniu 2010 rozpoczął współpracę z Evil Angel realizując serie Nasty Anal Tryouts POV, Anal Overdose i American Anal Sluts.
W 2011 otrzymał nominację do branżowej nagrody XBIZ Award w dwóch kategoriach: reżyser roku – ciało pracy oraz realizacja gonzo roku niefabularna American Anal Sluts (2010). W 2012 zdobył dwie nominacje do AVN Award w kategoriach: najlepsza scena seksu z chłopakiem i dziewczyną w Cum for Me (2011) z Andy San Dimas oraz najlepsza scena seksu oralnego w American Cocksucking Sluts 1 (2011) z Allie Haze, Breanne Benson i Kagney Linn Karter, a także był nominowany do XRCO Award jako najlepszy reżyser internetowy. Zajął trzecie miejsce w rankingu Adult Entertainment Broadcast Network „gwiazdorów porno lata 2019”. W 2022 zdobył nominację do NightMoves Award w kategorii najlepszy reżyser filmu niefabularnego.

## Nagrody
| Rok  | Nagroda               | Kategoria                            | Film                                | Inni wykonawcy               |
| ---- | --------------------- | ------------------------------------ | ----------------------------------- | ---------------------------- |
| 2010 | AVN Award             | Najlepsza scena seksu POV            | Pound The Round POV 1 (2009)        | Kagney Linn Karter           |
| 2012 | AVN Award             | Najlepsza realizacja oralna          | American Cocksucking Sluts 1 (2011) | –                            |
| 2012 | AVN Award             | Najbardziej skandaliczna scena seksu | American Cocksucking Sluts 1 (2011) | Brooklyn Lee i Juelz Ventura |
| 2012 | AVN Award             | Najlepsza scena seksu oralnego       | American Cocksucking Sluts 1 (2011) | Brooklyn Lee i Juelz Ventura |
| 2012 | Urban X Award         | Najlepsza realizacja analna          | Black Anal Addiction (2012)         | –                            |
| 2013 | AVN Award             | Najlepsza realizacja oralna          | Anal Motherfucker 2 (2013)          | –                            |
| 2018 | AVN Award             | Najlepszy reżyser internetowy        | –                                   | –                            |
| 2019 | Nightmoves Award      | Najlepsza realizacja gonzo           | Swallowed.com 26 (2019)             | –                            |
| 2020 | IAFD Spank Bank Award | Guru gonzo (Reżyser roku – gonzo)    | –                                   | –                            |